# 乔治·亚德利
乔治·哈利·亚德利三世（英語：George Harry Yardley III，1928年11月3日—2004年8月13日），美国NBA联盟前职业篮球运动员。